# Malaxis nana
Malaxis nana är en orkidéart som beskrevs av Charles Schweinfurth. Malaxis nana ingår i släktet knottblomstersläktet, och familjen orkidéer.
Artens utbredningsområde är Costa Rica. Inga underarter finns listade i Catalogue of Life.